# アブドゥコディル・フサノフ
- アブドゥコディル・フサノフ
- アブドゥコディル・クサノフ

アブドゥコディル・ヒクマトヴィッチ・フサノフ（ウズベク語: Abduqodir Hikmat o'g'li Xusanov、2004年2月29日 - ）は、ウズベキスタン・タシュケント出身のサッカー選手。ウズベキスタン代表。プレミアリーグ・マンチェスター・シティFC所属。ポジションはディフェンダー。

## クラブ歴
FCブニョドコルの下部組織出身。2022年3月にエネルゲティク＝BGUミンスクで選手となった。同月19日のベラルーシ・プレミアリーグでフル出場し選手初出場を記録した。5月2日の試合で選手初得点を記録し、さらにこの試合では2アシストも記録した。5月29日の試合ではペナルティキックで得点を記録している。8月には世界有数の有望株として取り上げられた。
2023年7月24日、フランスのRCランスに4年契約で完全移籍し、リーグ・アン史上初のウズベキスタン人選手となった。9月16日に移籍後初出場を記録した。
2025年1月20日、イングランドのマンチェスター・シティFCに4年半契約で移籍。プレミアリーグ史上初のウズベキスタン人選手となった。クラブ関係者によればランスに支払われる移籍金は3360万ポンド+出来高ボーナスになるとBBCが報じた。

## 代表歴
年代別代表では2023 FIFA U-20ワールドカップに参加した。
2023年6月11日に行われたCAFAネイションズカップ2023のオマーン代表戦でファルーフ・サイフィエフに代わって投入されてA代表初出場を記録した。